# Constitution portugaise de 1838
 (mai 2024).
Si vous disposez d'ouvrages ou d'articles de référence ou si vous connaissez des sites web de qualité traitant du thème abordé ici, merci de compléter l'article en donnant les références utiles à sa vérifiabilité et en les liant à la section « Notes et références ».
La Constitution portugaise de 1838 est une constitution adoptée après la révolte des septembristes qui cherchent à rétablir la Constitution de 1822. 
Elle introduit de nouveaux droits individuels (liberté de culte, d'association, école primaire gratuite...). La souveraineté réside dans la nation et est exercée par ses représentants élus. 
Il y a trois pouvoirs indépendants : législatif, exécutif et judiciaire. Le pouvoir législatif est exercé par les Cortes, qui sont composées de deux chambres (chambre des sénateurs et chambre des députés). Le roi exerce le pouvoir exécutif et possède un droit de veto. Il est chef d'État et du gouvernement. Il convoque les Cortes, nomme le gouvernement, dissout les Cortes, suspend les magistrats et concède les amnisties. Le pouvoir judiciaire est aux mains des juges et des tribunaux. 
Les élections se font au suffrage direct censitaire : il faut disposer de 80 000 réis pour voter et de 400 000 réis pour être élu. 